# Спендиаров, Александр Афанасьевич
Алекса́ндр Афана́сьевич Спендиа́ров (Спендиарян; арм. Ալեքսանդր Ստեփանոսի Սպենդիարյան; 20 октября (1 ноября) 1871, Каховка, Днепровский уезд, Таврическая губерния, Российская империя — 7 мая 1928 года, Эривань, Армянская ССР, ЗСФСР, СССР) — российский и армянский композитор, дирижёр, Народный артист Армянской ССР (1926). Ученик Н. С. Кленовского и Н. А. Римского-Корсакова. Один из основоположников армянской классической музыки, музыкально-общественный деятель и педагог.
По собственным словам, материал для творчества он черпал из народных напевов, армянской поэзии, литературы и истории. Верность традициям армянской народной музыки он сочетал с опытом русской музыкальной классики.

## Биография
Родился 20 октября (1 ноября)  1871 года в местечке Каховка (ныне город Херсонской области Украины) в купеческой семье. Отец — Афанасий (Степанос) Авксентьевич, землевладелец и лесопромышленник (1840—1901); мать — Наталья Карповна (Дшхучия Карапетовна), урождённая Селинова (1845—1915). Детство провёл в Симферополе.
Многосторонняя одаренность Спендиарова проявилась в раннем детстве, но преобладающий интерес к музыке возник позже. С семи лет он начинает сочинять, с девяти — обучаться игре на фортепиано и на скрипке. В 1890 году после окончания Симферопольской мужской казённой гимназии переехал в Москву, где через пять лет окончил юридический факультет Московского университета. Одновременно изучал теорию композиции у Н. С. Кленовского (1892—1894).
В 1896 году состоялась решающая для А. А. Спендиарова встреча с Н. А. Римским-Корсаковым, который высоко оценил его композиторский талант и ввёл его в круг петербургских музыкантов. В последующие годы Спендиаров создал много романсов, хоровых сочинений, вокальных произведений с оркестром, инструментальных и оркестровых пьес.

A. А. Спендиаров (слева) и А. К. Глазунов

Среди последних выделяются две тетради «Крымских эскизов» (1903 - посвященная памяти И. К. Айвазовского, и 1912 - посвященная супруге композитора) и симфоническая картина «Три пальмы» (1905). Спендиаров обосновался в Крыму, изредка выезжая в Москву, Санкт-Петербург, Тифлис, где выступал как дирижёр. Он встречался с крупнейшими деятелями русской культуры — А. П. Чеховым, Л. Н. Толстым, Ф. И. Шаляпиным, А. Аренским.  А. М. Горьким (на текст поэмы Горького он написал балладу для баса с оркестром «Рыбак и фея», 1902); тесные дружеские отношения установились у Спендиарова с его учителем Н. А. Римским-Корсаковым, а также А. К. Глазуновым.
В 1919 году написал музыку к детской пьесе «Танцовщица и солдатик».
В детские годы Спендиаров познакомился с народной музыкой Украины и Крыма. Записал и обработал множество украинских и крымскотатарских народных песен. В 1921 году написал «Украинскую сюиту» и музыку к стихотворению «Заповіт (Завещание)» Тараса Шевченко («Як умру» - четырехголосный хор без сопровождения).

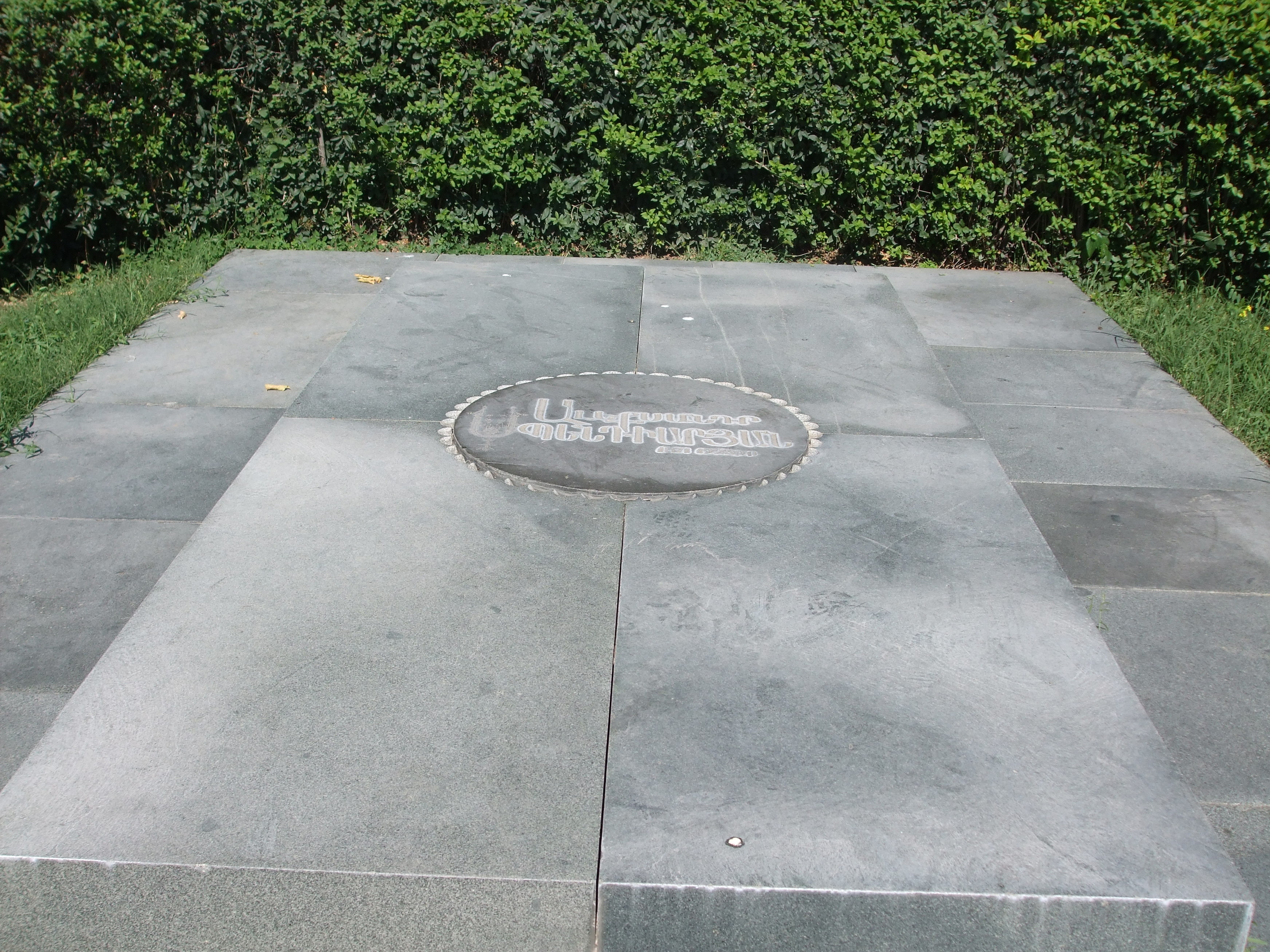
Могила в Ереване

В 1920-х годах усилился его интерес к армянскому искусству. В 1922 году правительство Советской Армении пригласило Спендиарова переехать в Эривань и возглавить музыкальную жизнь республики. Этот период ознаменован расцветом композиторской, педагогической и общественно-музыкальной деятельности Спендиарова. Глубоко проникнув в сущность народной армянской музыки, Спендиаров создал такие выдающиеся произведения, как «Ереванские этюды» для оркестра (1925) и оперу «Алмаст» — одно из лучших творений армянского музыкального театра.
Среди других произведений композитора Концертный вальс (1906) для симфонического оркестра, «Бэда-проповедник» (1907) для голоса с оркестром (удостоено Глинкинской премии), Этюд на еврейские темы для симфонического оркестра (1921).
Скончался 7 мая 1928 года в Ереване, похоронен в Ереване, в скверике возле Армянского академического театра оперы и балета имени А. А. Спендиарова.

## Семья
- Брат — Леонид Афанасьевич Спендиаров (1869—1897) — русский геолог.
- Жена (с 1901) — Варвара Леонидовна Мазирова (1872—1942) — внучатая племянница И. К. Айвазовского. Первым браком жена Леонида Спендиарова.
- Дочери:
  - Марина (1903—1982) — певица, была репрессирована; в начале 1950-х годов она была художественным руководителем самодеятельности заключённых в Слюдянке[5][6]. Впоследствии написала о своём отце научные и художественные книги (в том числе - книга «А. Спендиаров», вышедшая в серии «Жизнь замечательных людей»).
  - Елена — была замужем за известным советским авиаконструктором Владимиром Мясищевым. Они поженились летом 1927 года. В 1930 году у них родилась дочь Мария.
  - Татьяна (1901—1990) — советская переводчица, поэт, член Союза писателей СССР[7].
  - Мария (1913—1993) — художник-монументалист, краевед Крыма, искусствовед. Жена Сергея Михайловича Романовича. После смерти мужа занималась сохранением его наследия. Подарила музеям СССР около 500 художественных произведений мужа. В Третьяковской галерее хранится её портрет. Первый муж Марии, художник Григорий Комаров, погиб в 1938 году в Крыму от случайного выстрела мальчика из забытого сторожем ружья. У Марии в 1937 году родился сын Александр Григорьевич Комаров, художник-иллюстратор, работавший с издательствами «Детский мир» и «Малыш».
- Сыновья:
  - Афанасий
  - Леонид

## Награды и звания
- Глинкинская премия (1908 — за симфоническую картину «Три пальмы»; 1910 — за легенду «Бэда-проповедник»; 1912 — за мелодекламацию для голоса и фортепиано (есть вариант с оркестром) «Мы отдохнем» — по пьесе А. П. Чехова «Дядя Ваня», монолог Сони)
- Народный артист республики (Армянской ССР)(1926)[8][9]

## Основные произведения

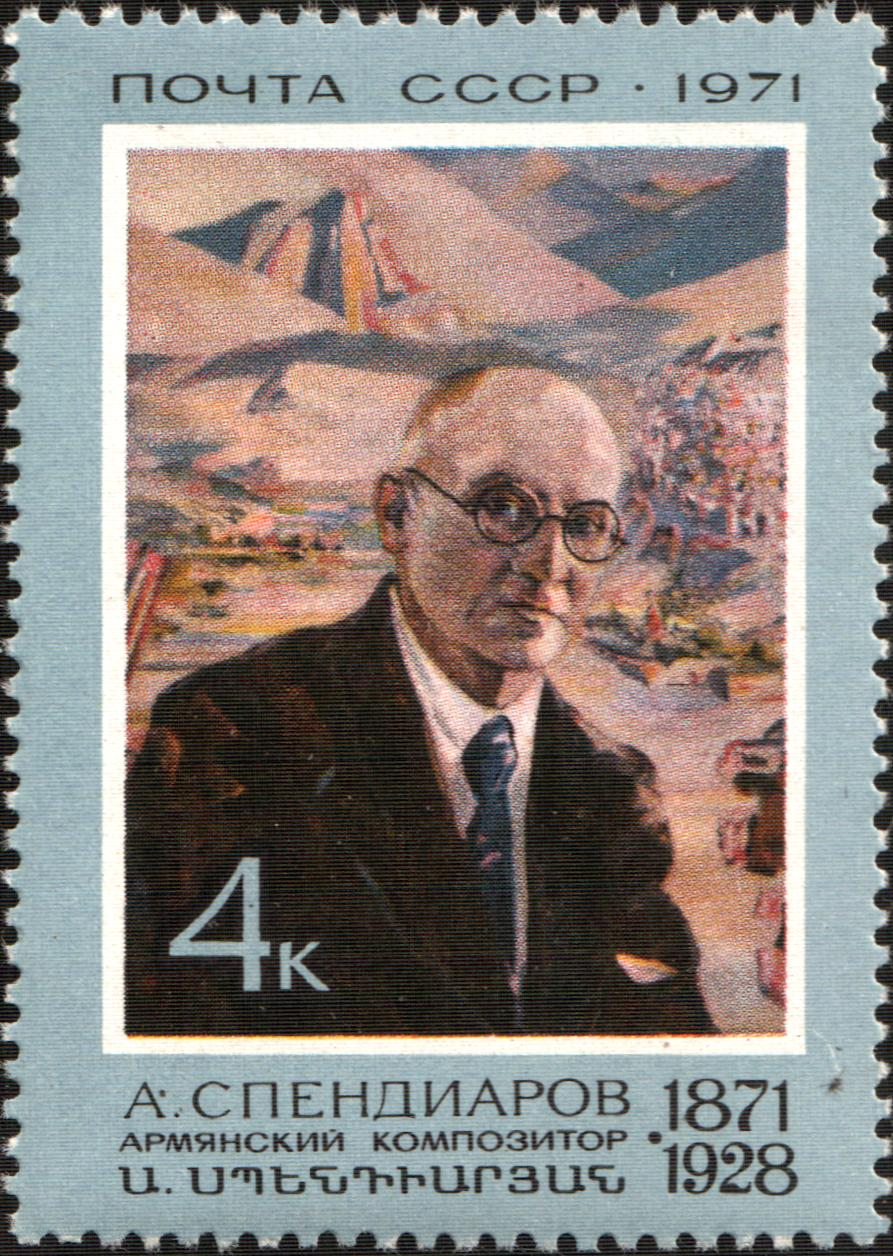
Почтовая марка СССР, 1971 год

### Сценические произведения
- Опера «Алмаст» (1930, либретто С. Я. Парнок)
- Балет «Семь дочерей короля джиннов» (балет был поставлен М. Фокиным на музыку симф. картины «Три пальмы»)
- Балет «Хандут» (балет был поставлен на музыку А. Спендиарова в редакции Г. Будагяна)

### Оркестровая музыка
- Концертная увертюра для оркестра (1900)
- Концертный вальс (1906)
- Сюита «Крымские эскизы» для оркестра — первая и вторая тетради (1903 и 1912)
- Симфоническая картина «Три пальмы» по М. Ю. Лермонтову (1905)
- «Эриванские этюды для оркестра» (Соч. 30, 1925)
- Этюд на еврейские темы (1921)

### Вокальная музыка
- Квартет «Птичка Божия» (Op. 2, слова А. С. Пушкина)
- Квартет «Ветка Палестины» (слова М. Ю. Лермонтова)
- Баллада «Рыбак и фея» (слова М. Горького, 1903)
- Легенда «Бэда-проповедник» (Соч. 19, стихотворение Я. П. Полонского, 1907)
- Элегия «Несжатая полоса» (Op. 8, слова Н. А. Некрасова, 1908)

### Прочие произведения
- Менуэт «Berceuse» (Op. 3, № 2, 1897)
- Романсы (для одного голоса  в сопровождении фортепиано):[10]
  - «Они любили друг друга» (Op. 1, № 1, слова М. Ю. Лермонтова (из Г. Гейне), 1895)
  - «О любви твоей, друг мой, я часто мечтал» (Op. 1, № 2, слова С. Я. Надсона, 1898)
  - «Восточная мелодия» (Op. 1, № 3, слова А. О. Цатуряна, 1894)
  - «Он спал, разметавшись в своей колыбели» (Op. 1, № 4, слова С. Я. Надсона, 1899)
  - «Взгляни: на уступе высоком» (Op. 5, № 1, слова С. Брунса, 1900)
  - «Восточная колыбельная песня» (Op. 5, № 2, слова Р. Г. Патканяна, 1900)
  - «Я б тебя поцеловала» (Op. 5, № 3, слова А. Н. Майкова (из «Новогреческих песен»), 1901)
  - Ноктюрн «Заря лениво догорает» (Op. 5, № 4, слова С. Я. Надсона, 1910)
  - «Очарован твоею красою» (Op. 1, слова П. А. Козлова, 1892)
  - «К розе» (Op. 1, № 3, слова А. О. Цатуряна)
  - «Только встречу улыбку твою» (Ор. 13, № 3, слова А. А. Фета)
  - «К луне» (Op. 13, № 1, слова П. Б. Шелли, перевод К. Д. Бальмонта)
- «Хайтарма» — плясовая крымских татар (Ор. 9, № 4)
- «К возлюбленной» — армянская песня
- «Разудалые бойцы» — марш на казачьи военные песни (Op. 26)
- «Мы отдохнём» — монолог Сони из пьесы А. П. Чехова «Дядя Ваня» (Op. 21)
- «Эдельвейс» (Op. 21, № 2, стихотворение в прозе А. М. Горького)

## Память

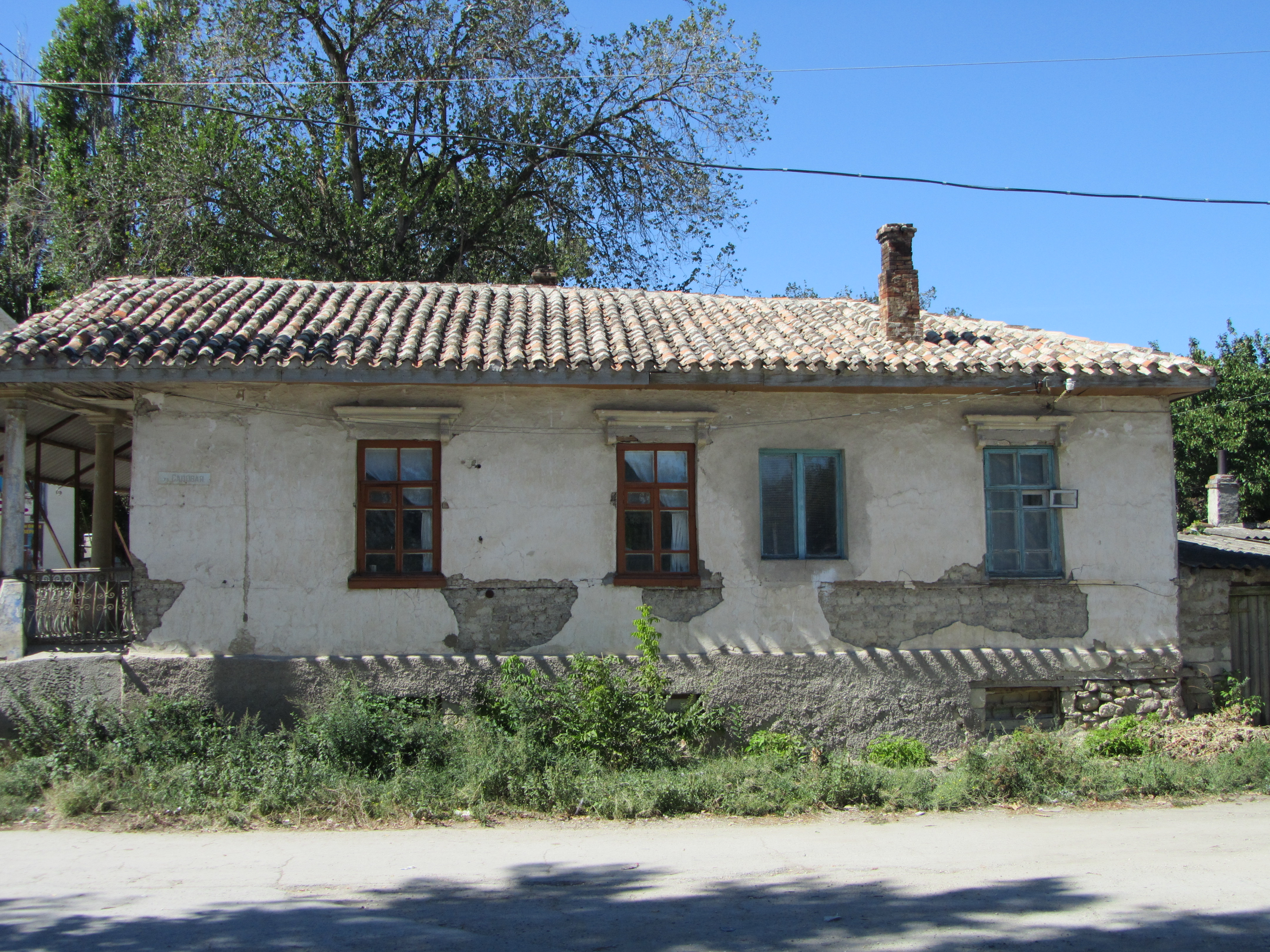
Дом Спендиарова в Белогорске, 2013 год

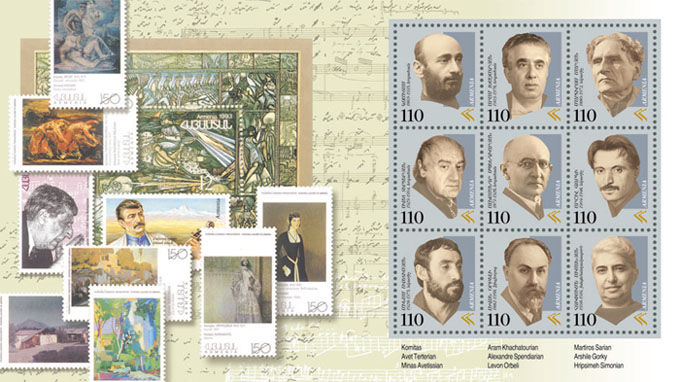
Комитас, Хачатурян, Сарьян, Тертерян, Спендиарян, Горки, Аветисян, Орбели, Симонян

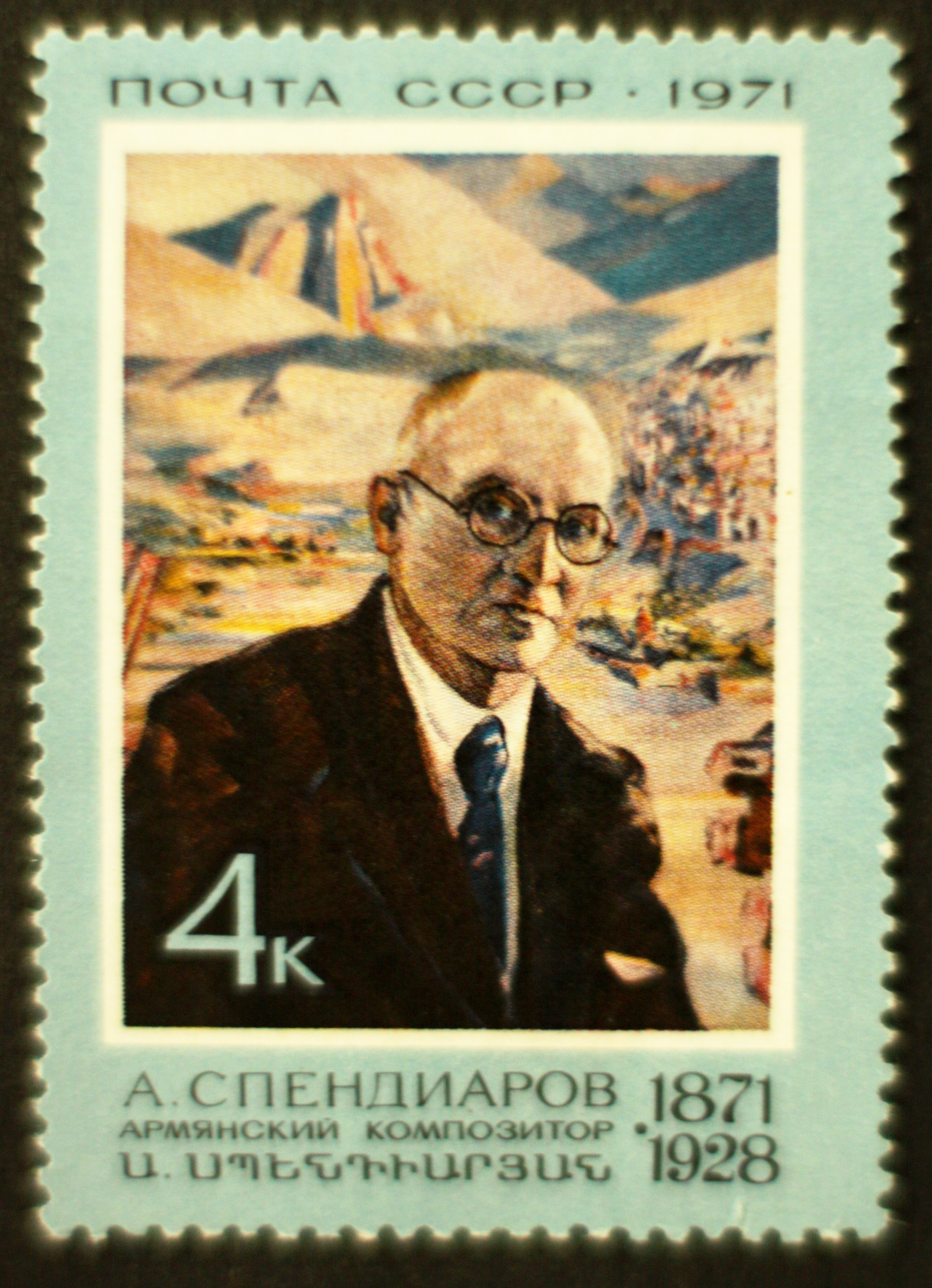
100 лет со дня рождения А. А. Спендиарова, Почта СССР, 1971

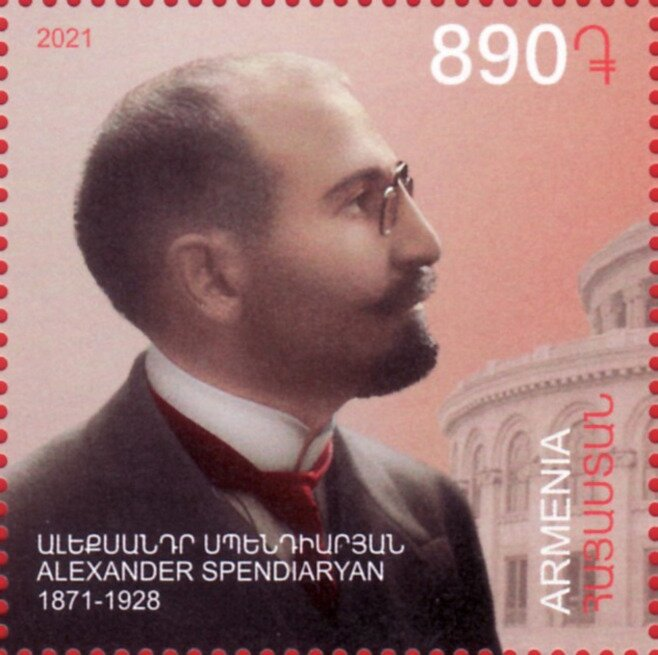
150 лет со дня рождения А. А. Спендиарова, Почта Армении, 2021

- В 1971 году была выпущена почтовая марка СССР, посвящённая А. А. Спендиарову.
- В 2000 и 2021 годах выпущены почтовые марки Армении, посвящённые А. А. Спендиарову.
- В Ереване работает Дом-музей Александра Спендиарова. Открыт в 1967 году.
- Дом с мемориальной табличкой, где жил А. А. Спендиаров в Белогорске. Снесён в июне 2019 года[11].
- В Симферополе имеется переулок Братьев Спендиаровых

- Постановлением правительства АрмССР (1939) в Ереване с 1943 года издано Полное собрание сочинений Спендиарова в 11-и томах. Дом-Музей композитора изготовил его цифровую версию.

Именем А. А. Спендиарова названы:
- Армянский театр оперы и балета имени А. А. Спендиарова в Ереване.
- Улица Спендиарова в Ялте.
- Ялтинская музыкальная школа имени А. А. Спендиарова (c 1972 г.).
- Ереванская специальная музыкальная школа им. А. Спендиаряна (Ереван, ул. Чайковского, 27).
- Улица Спендиарова в городе Судак, одна из центральных улиц города.
- Улица Спендиаряна в Ереване
- Переулок братьев Спендиаровых в Симферополе.